# Ofensiva de Praga
L'Ofensiva de Praga (rus: Пражская наступательная операция, transliterat Prazhskaya nastupatelnaya operacia) va ser la darrera gran batalla de la II Guerra Mundial a Europa. Va tenir lloc al Front Oriental de la Segona Guerra Mundial del 6 a l'11 de maig de 1945. Aquesta batalla és notòria perquè acabà després de la capitulació del Tercer Reich el 8 de maig de 1945. També és notable que aquesta batalla coincidí amb l'Alçament de Praga.
La ciutat de Praga va ser finalment alliberada pels soviètics durant l'Ofensiva de Praga. Totes les tropes del Grup d'Exèrcits Centre (Heeresgruppe Mitte) van morir, van ser capturades o van ser fetes presoneres després de la capitulació. Segons les lleis de la guerra hi ha diferència entre tots aquells que són capturats en combat i "són fets presoners" per l'enemic després d'una capitulació en massa. La capitulació del Grup d'Exèrcits Centre va ser nou dies després de la caiguda de Berlín i tres dies després de la victòria.

## La Batalla
Del 30 d'abril a l'1 de maig de 1945, el Líder Superior de Grup de les SS (Obergruppenführer) i General de la Policia Karl Hermann Frank anuncià per la ràdio a Praga que ofegaria qualsevol alçament en un "mar de sang". Frank també era General de les Waffen SS. La situació a Praga era insostenible. Frank sabia que diversos Fronts d'Exèrcits Soviètics avançaven cap a Praga; a més que, de manera més immediata, havia d'encarar-se amb una població preparada per ser alliberada.
L'assalt soviètic sobre Praga havia d'esclafar la darrera bossa significativa de resistència alemanya a Europa. L'assalt sobre la ciutat va ser portat a terme pel 1r (Ivan Kóniev), 2n (Rodión Malinovsky) i 4t (Andrei Ieriómenko) Fronts Ucraïnesos. A més dels exèrcits soviètics, s'incloïen el Segon Exèrcit Polonès, el 1r i el 4t Exèrcits Romanesos i el I Cos de l'Exèrcit Txec. Els fronts soviètics totalitzaven més de 2 milions d'homes. Amb tal de participar en l'ofensiva de Praga, les tropes del 1r Front Ucraïnès va realitzar una marxa forçada des del sud de Berlín, tot just després de participar en la batalla de Berlín.
Davant de tota aquesta impressionant força soviètica hi havien només 900.000 soldats alemanys, provinents de les restes del Grup d'Exèrcits Centre, comandats pel Mariscal de Camp Ferdinand Schörner: el 1r Exèrcit Panzer, el 4t Exèrcit Panzer, el 7è Exèrcit i el 17è Exèrcit. A més, també hi havia algunes restes del Grup d'Exèrcits Sud i del Grup d'Exèrcits Ostmark, del Dr. Lothar Rendulic.
Quan començà, l'assalt soviètic esclafà les restes alemanyes i rellevà els partisans txecs que lluitaven a l'Alçament de Praga. L'Alçament començà el 5 de maig de 1945. El 8, els alemanys que lluitaven amb els txecs van acordar retirar-se.
Els partisans txecs van rebre el suport de laPel 8 de maig, el General Bunichenko i la seva 1a Divisió d'Infanteria ROA cercaren refugi amb els americans, però Bunichenko, Vlasov i, en general, totes les forces del ROA capturades van ser lliurats de tornada a l'Exèrcit Roig.
El 9 de maig les tropes soviètiques entraren a Praga. Algunes restes del Grup d'Exèrcits Centre prosseguiren la resistència fins a l'11 de maig (algunes fonts indiquen que fins al 12. El flanc esquerre del 2n Front Ucraïnès establí contacte amb les tropes del Tercer Exèrcit Americà del General George Patton a les regions de České Budějovice i Písek, després de completar l'encerclament. Després, els 1r i 2n Fronts Ucraïnesos es trobaren amb els americans a les regions de Karlovy Vary i Klatovy. Les tropes alemanyes i els civils que fugien de Praga es van veure sorpresos pels avanços soviètics i van trobar-se completament envoltats. Els atacs soviètics sobre els alemanys, així com l'expulsió d'alemanys de Txecoslovàquia prosseguí fins a la tardor.
Posteriorment el 9 de maig, el mariscal Schörner abandonà Praga cap al sud-oest, sent capturat pels americans i lliurat a les autoritats soviètiques.

## Després de la batalla
El 5 de maig, Emanuel Moravec se suïcidà. Moravec era infame entre els txecs com a traïdor i com a col·laborador amb l'Alemanya Nazi. Va ser conegut com el "Quisling txec".
El 14 de maig, el Dr. Emil Hácha va ser detingut a Praga i enviat immediatament a una presó-hospital. Hácha era el President del Protectorat de Bohèmia i Moràvia, un estat titella alemany. Morí en presó el 26 de juny.
A mitjans de maig, l'alcalde de Praga, Professor Josef Pfitzner va ser penjat en públic. Konrad Henlein, líder dels alemanys dels Sudets a Txecoslovàquia es va suïcidar també per aquells dies.
El 22 de maig de 1946, Karl Hermann Frank va ser penjat després de ser condemnat per crims de guerra.
El Dr. Wilhelm Frick, un preeminent oficial nazi va ser condemnat per crims de guerra als Judicis de Nuremberg i executat el 16 d'octubre de 1946. Frick havia estat Protector de Bohèmia i Moràvia.
El Oberstgruppenführer Kurt Daluege va ser capturat per les tropes americanes i extradit a Txecoslovàquia. Va ser sentenciat per crims de guerra pels txecs i penjat el 24 d'octubre de 1946. Entre altres títols, Daluege va ser oficial de l'Oficina Central de Seguretat del Reich (RSHA) i Governador del Protectorat de Bohèmia i Moràvia.
Per honorar als participants de l'operació, la Unió Soviètica instituí la Medalla per l'Alliberament de Praga